# Anarquia postesquerra
L'anarquia postesquerra, anarquisme postesquerrà o postesquerranisme, és un corrent dins el pensament anarquista que critica la relació de l'anarquisme amb l'esquerra política tradicional. Aquesta crítica sol incidir en les ideologies en general, així com en la moralitat. Influenciada per escrits de Max Stirner i per la Internacional Situacionista, l'anarquia postesquerra emfasitza el concepte d'insurrecció i el rebuig a les maneres tradicionals d'organització de l'esquerranisme.
Les revistes Anarchy: A Journal of Desire Armed, Green Anarchy i Fifth Estigues s'han implicat en l'anarquia postesquerra. Alguns escriptors individuals d'aquesta tendència són Hakim Bey, Bob Black, John Zerzan, Jason McQuinn, Fredy Perlman, Lawrence Jarach i Wolfi Landstreicher. La xarxa contemporània de col·lectius nord-americans Crimethlnc. és també un exponent d'aquests punts de vista.

## Visió general

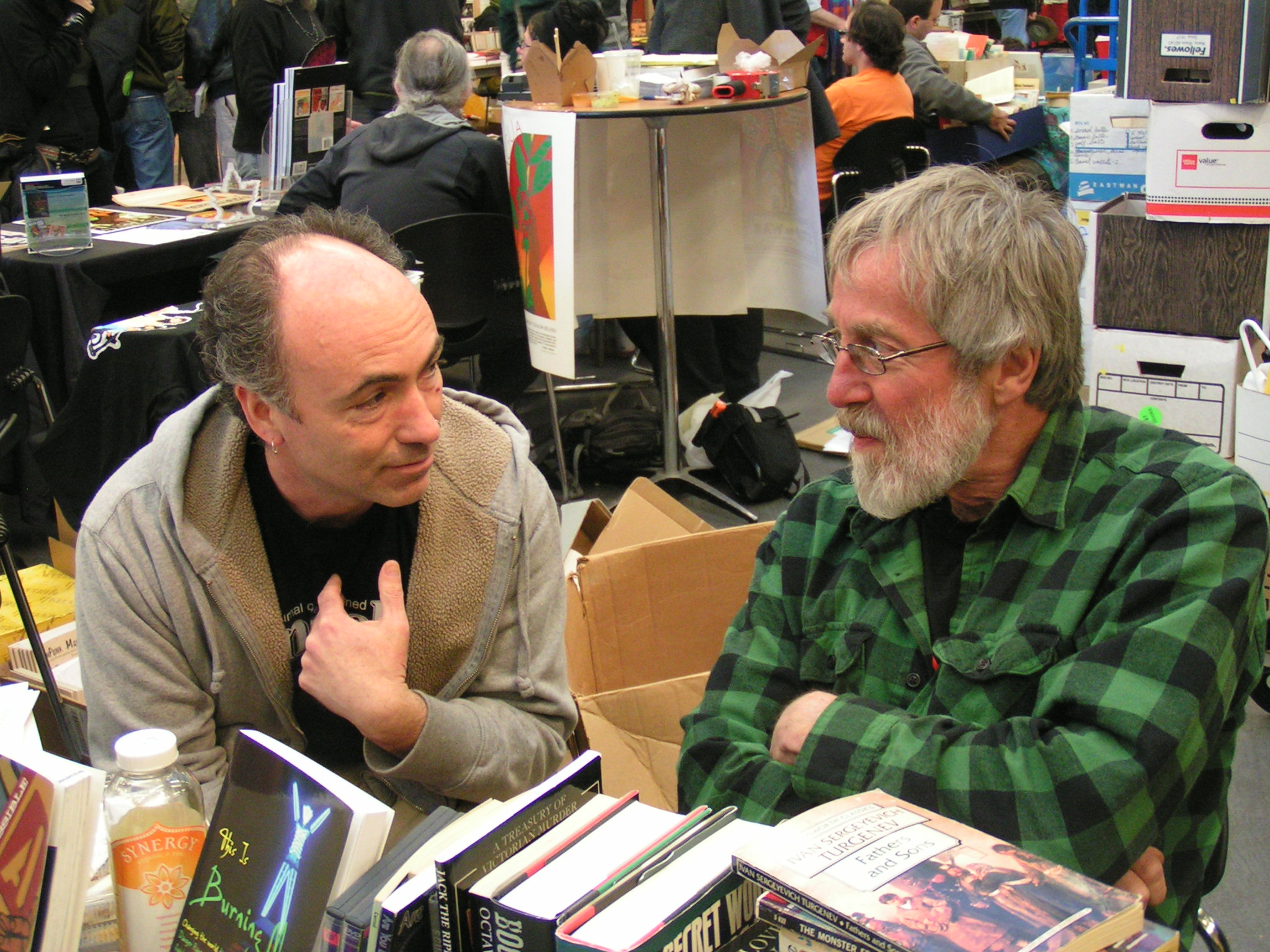
Lawrence Jarach (esquerra) i John Zerzan (dreta), dos prominents autors contemporanis de l'anarquia postesquerra

Els anarquistes postesquerra argumenten que la majoria de l'esquerra política, fins i tot la revolucionària, és anacrònica i incapaç de crear canvis profunds. L'anarquia postesquerra critica les estratègies i les tàctiques de la política radical, que considera antiquades: la manifestació, l'activisme centrat en la lluita de classes, l'enfocament en la tradició ideològica i la incapacitat d'escapar als límits de la història. El llibre Anarchy in the Age of Dinosaurs (Anarquia en l'edat dels dinosaures), per exemple, critica les idees tradicionals de l'esquerra i l'anarquisme clàssic, i advoca per un moviment anarquista rejovenit. L'assaig de Crimethlnc. titulat "Your Politics Are Boring as Fuck" ('La teua política és més avorrida que la merda") és una altra crítica als moviments esquerrans i hi diu:
| « | ¿Per què el proletariat oprimit no desperta i se us suma en la lluita per l'alliberament mundial? […] (Perquè) saben que els vostres estils antiquats de protesta -les vostres marxes, eslògans i aplecs- són ara impotents per fer un canvi real, ja que s'han convertit en una part previsible de la situació actual. El vostre argot postmarxista és dissuasiu, ja que només es un llenguatge de mera controvèrsia acadèmica, i no una arma capaç de soscavar els sistemes de control [...] | » |

Alguns postanarquistes han arribat a conclusions semblants, per diferents motius. De Bakunin a Lacan, de Saul Newman, observa:
| « | Hi ha una lletania de determinades opressions que les teories més radicals estan obligades a homenatjar. ¿Per què quan a algú se li demana parlar d'una política radical de hui, inevitablement fa referència a aquesta mateixa cansada i vella llista de les lluites i les identitats? ¿Per què estem tan mancats d'imaginació política i no podem pensar fora d'aquesta "llista de compra" de l'opressió? | » |

## Pensament

### Teoria i crítica de les organitzacions
Jason McQuinn descriu la tendència de les organitzacions esquerranes com una estructura de "corretja de transmissió" amb una divisió explícita entre líders i liderats, juntament amb provisions per disciplinar els quadres polítics o membres mentre es defensa els líders de la responsabilitat cap als que són liderats. Hi ha quatre resultats d'aquest tipus d'estructura:
- Reduccionisme: ací només alguns aspectes particulars de la lluita social s'inclouen en aquestes organitzacions. Altres aspectes són ignorats, invalidats o reprimits, i això condueix a una major compartimentació de la lluita. I amb això es facilita la manipulació per les elits i la seua eventual transformació en associacions específicament lobbystes, buidades de crítica radical general.[3]

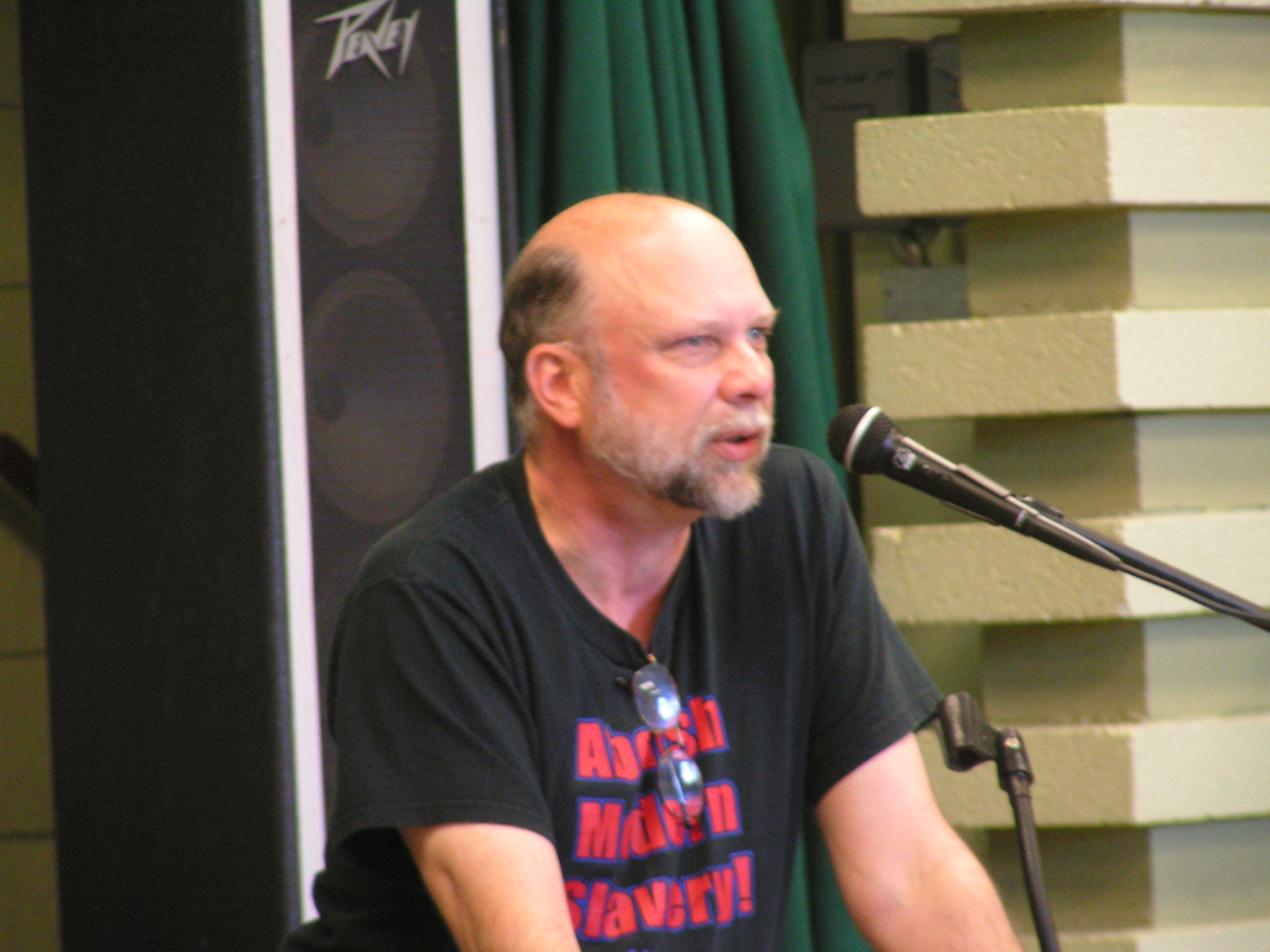
Jason McQuinn

- Especialització o professionalització: Es refereix al fet que "els involucrats en l'operativa quotidiana de l'organització són seleccionats o autoseleccionats per realitzar rols especialitzats dins l'organització, sovint dividint oficialment entre líders i liderats, amb jerarquia de poder i influència".[3]
- Substitucionisme: quan l'organització formal esdevé de manera creixent un focus de l'estratègia i pràctica, l'organització tendeix a substituir la gent, el lideratge de l'organització -especialment si s'ha fet formal- tendeix a substituir l'organització com un tot, i eventualment hi emergeix un líder màxim que sovint acaba personalitzant i controlant l'organització."[3]
- Ideologia: quan l'organització es converteix en el subjecte primari de la teoria, amb els individus assignats a rols per complir, en lloc que la gent construeixi les seues autoteories, totes, menys les organitzacions anarquistes més autoconscients, tendeixen a adaptar alguna forma d'ideologia col·lectivista, en què al grup social se li concedeix més realitat política que a la lliure individualitat. On recau la sobirania hi recau l'autoritat política; i si la sobirania no pertany a cada persona, sempre es requerirà la submissió dels individus a un col·lectiu."[3]

Per contrarestar aquestes tendències, l'anarquia postesquerra advoca per l'autonomia individual i grupal de lliure iniciativa, l'associació voluntària, el rebuig a l'autoritat política i la ideologia, i en comptes d'això promou l'organització de caràcter temporal, petita, simple, informal i transparent, descentralitzada, amb la presa de decisions feta directament per tots els membres i amb respecte a les minories.

### La crítica antiideològica

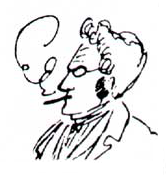
Max Stirner. La seua crítica a les ideologies és molt important per al pensament de l'anarquia postesquerra

L'anarquia postesquerra s'afig a una crítica de la ideologia que "es remunta a les obres de Max Stirner". Per a Jason MacQuinn "tota ideologia implica en essència la substitució de conceptes i imatges alienes (o incompletes) per a la subjectivitat humana. Les ideologies són sistemes de consciència falsa, en què la gent ja no es veu a si mateixa com subjectes en la seua relació amb el món, sinó que es conceben com a subordinats a algun tipus d'entitat abstracta que es confon com a subjecte real o actor en el seu món". "Tant si l'abstracció és déu, l'estat, el partit, l'organització, la ciència, la família, la humanitat, pau, ecologia, natura, treball, amor, o fins a la llibertat, si és concebuda i presentada com si fos un subjecte actiu, amb el seu propi ésser, que ens fa demandes, llavors és el centre d'una ideologia."

### El rebuig de la moralitat
La moral és també un objectiu de l'anarquia postesquerra tant com ho fou en els escrits de Stirner i Friedrich Nietzsche. Per a McQuinn "la moral és un sistema de valors reificats, valors abstractes que es trauen de context, es graven en pedra convertits en creences inqüestionables per ser aplicats sense tenir en compte els desigs, pensaments i objectius reals d'una persona i la situació en què es troba. El moralisme és la pràctica en què no sols es redueixen els valors de vida a la moral reificada, sinó que també es considera l'individu millor que els altres perquè s'ha valgut de la moralitat, i es fa proselitisme per l'adopció d'una conducta moral com a eina de canvi social. Viure d'acord amb la moralitat significa sacrificar alguns desigs i temptacions (sense tenir en compte la situació real en què et trobes) a canvi de la recompensa de la virtut."
"Rebutjar la moralitat implica construir una teoria crítica d'un mateix i de la societat (autocrítica, provisional i mai totalitzant), en què l'objectiu d'eliminar l'alienació social mai es confon amb objectius parcials reificats. Això implica emfasitzar el que la gent ha de guanyar amb la crítica radical i la solidaritat, en comptes del que la gent ha de sacrificar o lliurar per portar una vida virtuosa de moralitat políticament correcta."
L'anarquia postesquerra tendeix a criticar el que veu com a visions parcials i victimistes en de la política de la identitat. Feral Faun diu en La ideologia de la victimització que hi ha una "versió feminista de la ideologia de la victimització: una ideologia que promou la por, la feblesa individual (i per tant, la dependència a grups de suport ideològics basats en ideologies i protecció paternalista per part de les autoritats)". Però a la fi, "com totes les ideologies, les varietats de la ideologia de la victimització són maneres de consciència falsa. Acceptar el rol social de víctima -en qualsevol de les seues múltiples formes- […] no és crear-se una vida pròpia o explorar les relacions pròpies amb les estructures socials. Tots els moviments parcials d'alliberament -feminisme, GLBT, sindicalisme, etc.- defineixen els individus segons els seus rols socials. Per això, aquests moviments no sols no inclouen una inversió de perspectives que destruïsca rols socials i permeta als individus crear una praxi construïda sobre les seues passions i desigs, sinó que en realitat treballen en contra de tal canvi de perspectiva: l'alliberament d'un rol social al qual un individu està lligat."

### El rebuig al treball
Els temes del treball, la divisió del treball i el rebuig al treball han estat un tema important en l'anarquia postesquerra.
Bob Black en la seua obra L'abolició del treball es recolza en idees d'intel·lectuals revolucionaris com Charles Fourier, William Morris, Paul Goodman, Marshall Sahlins i Paul Lafargue. Hi argumenta en contra de la subordinació de la vida de les persones al treball, obligades a produir i consumir mercaderies. Tot i que fa una crítica profunda del capitalisme i dels punts de vista del liberalisme procapitalista, també crítica els esquemes marxistes de socialisme d'estat perquè també mantenen una lògica productivista, que es diferenciaria del capitalisme perquè, en aquest, un treballa per a un patró, mentre que en el socialisme d'estat un rep ordres d'un administrador de l'estat socialista. D'altra banda, Black crítica la glorificació del treball i del treballador en el marxisme, així com que la seua línia teòrica coincidisca amb el liberalisme procapitalista quan diu que les coses adquireixen valor amb el treball.
Black defineix el seu concepte de "treball" com l'activitat productiva compulsiva engegada per mitjans econòmics i polítics. Proporciona dades per demostrar que gran part de la misèria del món està lligada al treball. Per això denuncia el treball per la seua compulsió i per subordinar una persona a una altra, que li diu què ha de fer i així perd la seua subjectivitat i, per tant, la llibertat. Això es fa amb moltes formes degradants de disciplina com més va més sofisticades. D'altra banda la crueltat del sistema es mostra en els nombrosos accidents laborals (des de ferides, malalties, fins a morts). Segons Black, la manera amb què les persones podrien recuperar la llibertat fora reclamant el temps que ara empren en el treball i redirigir-lo cap a activitats en què entraria el que ell defineix com l'oposat del treball: el "joc" i el factor lúdic. El joc no és necessàriament governat per regles i és fet voluntàriament en llibertat. Black identifica el joc amb l'economia del regal.

### Autoteoria o teoria d'un mateix
Els anarquistes postesquerra rebutgen totes les ideologies en favor de l'individu i la construcció individual i comunal de la teoria d'un mateix o autoteoria.
L'autoteoria individual és una teoria en què l'individu integral -en context (en totes les seues relacions, amb tota la seua història, desigs i projectes, etc.)- és sempre el centre subjectiu de la percepció, enteniment i acció.
De manera semblant, l'autoteoria comunal es basa en el grup com a subjecte, però sempre amb una comprensió subjacent de les individualitats (i les seues autoteories) que fan el grup. Per a McQuinn "les organitzacions anarquistes no ideològiques (o grups informals) es basen en l'autonomia dels individus que les construeixen, i això és diferent de les organitzacions esquerranes clàssiques, que requereixen la subordinació de l'autonomia personal com a prerequisit per integrar-s'hi".

### Vida quotidiana, creació de situacions i immediatisme
Per a Wolfi Landstreicher "la reapropriació de la vida socialment, tant com la seua completa reapropriació individual, només pot ocórrer quan deixem d'identificar-nos en termes de les nostres identitats socials". Així "el reconeixement que aquesta trajectòria s'ha de dur fins al final i s'han de crear noves formes de viure i relacionar-se si volem aconseguir l'autonomia i llibertat completes". Les relacions amb els altres ja no es veuen com en l'activisme tradicional, en què l'objectiu és "buscar seguidors que accepten la posició pròpia" sinó "companys i còmplices amb qui durem a terme les nostres exploracions".
Hakim Bey advoca per no haver d'"esperar la revolució" sinó que immediatament es poden "cercar espais (geogràfics, socials, culturals, imaginaris) amb potencial per florir com a zones autònomes temporals; estem buscant moments en què aquests espais siguen relativament accessibles, per negligència de l'estat o perquè han escapat del seu coneixement, o per qualsevol altre motiu". En última instància "cara a cara, un grup d'éssers humans coincideixen en l'esforç per realitzar desigs mutus, per gaudir de menjar i diversió, ballar, conversar, les arts de la vida; fins i tot per al plaer eròtic, o per crear una obra d'art comuna, o per aconseguir l'estat de felicitat mateix; en resum, una "unió d'egoistes" (en paraules de Stirner) en la seua forma més simple o, en termes de Kropotkin, un impuls biològic bàsic cap al "suport mutu"".

## Relació amb altres tendències dins de l'anarquisme
L'anarquia postesquerra ha criticat les escoles més clàssiques de l'anarquisme com el plataformisme i l'anarcosindicalisme. Hi ha una relació propera entre l'anarquia postesquerra i l'anarcoprimitivisme, l'anarquisme individualista i l'anarquisme insurreccionalista. De tota manera, els anarquistes postesquerra com Wolfi Landstreicher i Jason McQuinn se n'han distanciat i han criticat l'anarcoprimitivisme com a "ideològic".

### Plataformisme
Sobre el plataformisme Bob Black ha dit que "testimonia la fallida ideològica dels anarquistes organitzacionistes de hui, que decideixen exhumar un manifest que ja estava obsolet quan es promulgà al 1926. La Plataforma Organitzativa per a una Unió General d'Anarquistes gaudeix d'una permanència imperible: extemporània llavors, extemporània ara, extemporània sempre. Creada per persuadir la majoria, motivà atacs de quasi tots els prominents anarquistes d'aquest temps. Creada per organitzar, provocà ruptures. Creada per fer història, a penes assolí entrar en els llibres d'història. Per a Black "el resultat n'és una altra secta".

### Anarcosindicalisme
Feral Faun afirmà que "els anarcosindicalistes poden parlar d'abolir l'estat, però n'hauran de reproduir cada funció per garantir el funcionament fluid del tipus de societat que proposen. Així "l'anarcosindicalisme no trenca radicalment amb la societat, només assoleix estendre'n els valors i així ens dominen més plenament en la nostra vida diària". Així "el lliberal burgés s'acontenta a desfer-se de sacerdots i reis, i l'anarcosindicalista d'eliminar presidents i patrons. Les fàbriques, però, es mantenen intactes (tot i que els sindicalistes les anomenen centres de distribució), la família es manté intacta, el sistema social sencer es manté intacte. Si la nostra activitat diària no ha canviat significativament -i els anarcosindicalistes no donen indicació de voler canviar-la, més enllà de sumar la càrrega d'administrar les fàbriques a la d'haver de treballar-hi, llavors quina diferència hi haurà quan no hi haja caps, si seguirem sent esclaus?"

### La qüestió de l'"anarquisme d'estil de vida"
A mitjan dècada dels 90 l'anarquista nord-americà Murray Bookchin publicà Anarquisme social o anarquisme personal: un abisme insuperable (Virus Editorial, 2012), en què ataca corrents associats a l'anarquisme postesquerra, l'anarquisme individualista, l'ecologia profunda, el biocentrisme, als quals titlla d'"anarquisme estètic", basats en "estils de vida" contraculturals, fonamentats en una mistificació romàntica i irracionalista i els considera, per això, superficials i irrellevants, i en el pitjor cas sectaritzants. Boochkin, des de la seua òptica socialrealista, critica també el relativisme de la postesquerra, que considera postmodern. I enfront de l'autonomia individual, Boochkin reivindica la lluita social de l'esquerranisme clàssic, prioritza la preparació i organització política d'un anarquisme pràctic i coherent i un ecologisme radical i llibertari racional i humanista, l'eix del qual estiga en el benestar humà i la ciència i tecnologia ecològica.
Bob Black respongué a Bookchin amb l'obra Anarchy After Leftism, que esdevingué un treball bàsic per a l'anarquia postesquerra.
Black hi fa una apologia de les tesis postesquerranes i rebat fil per randa els atacs de Boochkin (a qui irònicament anomena "el Degà"). Defineix Boochkin com un moralista purità de la ideologia; li recorda el seu passat estalinista, mostra que defensa una "ètica del treball" considerada essencial per a l'ésser humà; idealitza la tecnologia i malinterpreta la història del treball. Al·lega que "la llibertat social" (en oposició a l'èmfasi en l'autonomia individual del postesquerranisme) de Boochkin és metafòrica i no té contingut real. Acusa també Boochkin que les seues idees no promouen l'anarquisme sinó un "estatisme municipalista".

### Anarcoprimitivisme

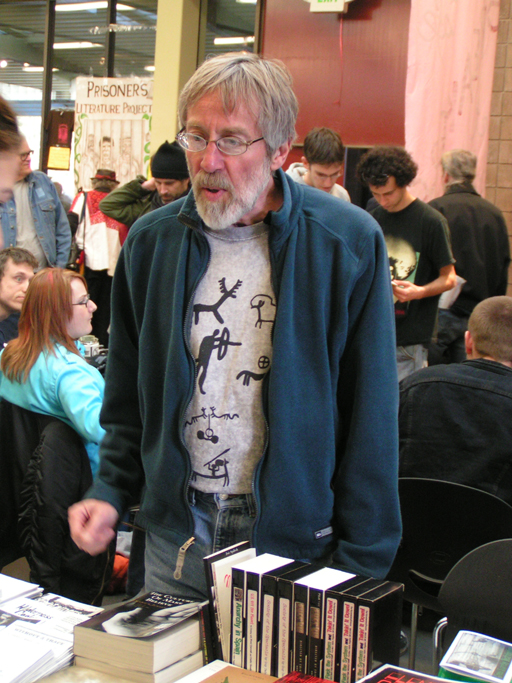
John Zerzan, pensador important tant de l'anarquia postesquerra com d'l'anarcoprimitivisme

Hi ha una relació propera entre l'anarquia postesquerra i l'anarcoprimitivisme, car anarcoprimitivistes com John Zerzan i la revista Green Anarchy s'han adherit i han contribuït a la perspectiva de l'anarquia postesquerra. Alguns anaquistes postesquerrans, però, com Jason McQuinn, Feral Faun i Wolfi Landstreicher s'han distanciat de l'anarcoprimitivisme i l'han criticat.
Wolfi Landstreicher critica la "moralitat ascètica de sacrifici o d'una desintegració mística cap a una suposada unitat no alienada amb la natura,"
la qual apareix en l'anarcoprimitivisme i l'ecologia profunda. Jason McQuinn critica el que considera una tendència ideològica en l'anarcoprimitivisme, i hi diu que "per a la majoria dels primitivistes una visió idealitzada hipostasiada de les societats primàries tendeix a desplaçar la centralitat essencial de l'autoteoria crítica, siguen quines siguen les seues protestes ocasionals en sentit contrari. El lloc de la crítica va ràpidament de l'autoenteniment crític del món social i natural a l'adopció d'un ideal preconcebut en contra del qual aquest món (i la vida pròpia) es mesura, una postura arquetípicament ideològica. Aquesta quasi irresistible susceptibilitat a la idealització és la feblesa més gran del primitivisme."

### Anarquisme individualista
Murray Bookchin ha identificat l'anarquia postesquerra com una forma d'anarquisme individualista en Anarquisme social o anarquisme estètic, en què veu "un canvi dins dels anarquistes euroamericans allunyant-se de l'anarquisme social i cap a un anarquisme individualista o d'estil de vida. De fet, l'anarquisme d'estil de vida hui troban la principal expressió en el grafit en aerosol, el nihilisme postmodern, antiracionalisme, neoprimitivisme, antitecnologisme, terrorisme cultural neosituacionista, misticisme, i una praxi d'escenificació d'insurreccions personals foucaultianes".

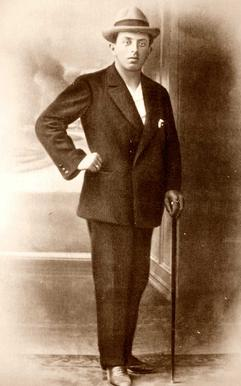
Renzo Novatore, anarquista individualista italià traduït a l'anglés per l'anarquista postesquerrà Wolfi Landstreicher

Hi ha una forta relació entre l'anarquia postesquerra i els escrits de l'anarcoindividualista Max Stirner. Jason MacQuinn diu que "quan jo (i altres anarquistes antiideològics critiquen la ideologia, és sempre des d'una perspectiva anarquista basada en la filosofia escèptica anarcoindividualista de Max Stirner. També Bob Black, Feral Faun i Wolfi Landstreicher s'adscriuen a l'anarquisme egoista stirnerià. Bob Black suggerí humorísticament la idea d'un "stirnerisme marxista". Hakim Bey ha manifestat que "De la Unió d'egoistes de Stirner procedim al cercle d'esperits lliures de Nietzsche i d'allí a les sèries passionals de Charles Fourier doblant-nos i redoblant-nos a nosaltres mateixos mentre l'altre es multiplica a si mateix en l'eros del grup". Hakim Bey digué a més que "la Societat Mackay, de la qual soc membre actiu, es dedica a l'anarquisme de Max Stirner, Benj. Tucker & John Henry Mackay… La Societat Mackay... representa un corrent poc conegut de pensament individualista que mai tallà llaços amb el sindicalisme revolucionari. Dyer Lum, Ezra & Angela Haywood representen aquesta escola de pensament; Jo Labadie, que escrigué per a la publicació Liberty de Tucker, s'erigí com a vincle entre els anarquistes "plumb line" els "filosòfics", i el sector sindicalista i comunista del moviment; la seua influència arribà a la Societat Mackay pel seu fill, Laurence. Com els stirneristes italians (que ens han influenciat pel nostre amic desaparegut Enrico Arrigoni), nosaltres recolzem tots els corrents antiautoritaris, malgrat les seues aparents contradiccions."
Jason McQuinn emprà durant un temps el pseudònim de Lev Chernyi en honor de l'anarcoindividualista rus del mateix nom, mentre Feral Faun ha citat l'anarcoindividualista italià Renzo Novatore i l'ha traduït a l'anglés a ell i al jove anarcoindividualista italià Bruno Filippi.

### Anarquisme insurrecionalista
Feral Faun, després escrivint com a Wolfi Landstreicher, guanyà notorietat quan publicà articles en la revista d'anarquia postesquerrana Anarchy: A Journal of Desire Armed. L'anarquia postesquerra ha fet crítiques semblants a les organitzacions, tal com ho ha fet l'anarquisme insurreccionalista, com es veu en l'obra de Wolfi Landstreicher i Alfredo Bonanno. John Zerzan ha dit sobre l'anarquista insurreccionalista italià Alfredo Bonanno que "potser l'insurrecionalisme és menys una ideologia i més una tendència no definida, en part esquerrana i en part antiesquerra, però, en general, anarquista."

## Relacions amb tendències de pensament fora de l'anarquisme
McQuinn va dir que "aquells que volen promoure la síntesi han estat primàriament influenciats tant pel moviment anarquista clàssic fins a la revolució espanyola, d'una banda, com per les més prometedores crítiques i maneres d'intervenció des dels anys seixanta d'una altra. Les més importants crítiques mixtes inclouen les de la vida quotidiana, la societat de l'espectacle, la ideologia i la moralitat, la tecnologia industrial, el treball i la civilització: maneres d'intervenció que s'enfoquen en el desplegament concret de l'acció directa en totes les facetes vitals. Així, el pensament de la Internacional Situacionista és molt important per al pensament de l'anarquia postesquerra. Altres pensadors que han influenciat escriptors de la tendència són Charles Fourier, l'Escola de Frankfurt, Friedrich Nietzsche i antropòlegs com Marshall Sahlins.